# Браун, Хайн Артур
Хайн Артур Браун (англ. Hine Arthur Brown; 8 апреля 1906, Нью-Йорк — 27 мая 1992) — американский дирижёр еврейского происхождения.
Сын Морриса Брауна и Фанни Гарфинкл. Учился игре на скрипке в Сиэтле у Морица Розена, под его руководством получил в 1927 году диплом бакалавра музыки в Вашингтонском университете. Затем в 1927—1930 гг. продолжал образование в Джульярдской школе у Павла Коханьского, Рубина Голдмарка и Альберта Стесселя. В 1930 году стажировался во Франции у Нади Буланже.
По возвращении в США в том же году начал преподавать игру на скрипке в Колледже сельского хозяйства и механики Нью-Мексико в городе Лас-Крусес (ныне Университет штата Нью-Мексико). Одновременно был приглашён созданным незадолго до этого в соседнем городе Эль-Пасо Симфоническим обществом заняться организацией в городе оркестра. Собранный Брауном Симфонический оркестр Эль-Пасо дал свой первый концерт 26 января 1931 года. В 1933 году Браун должен был перейти в оркестр Луисвиллского университета, но не захотел покидать созданный им коллектив и на протяжении двух сезонов руководил обоими оркестрами. Возглавлял Симфонический оркестр Эль-Пасо до 1951 года, одновременно в 1948 году организовал Филармонический оркестр Талсы и руководил им до 1958 года.
В 1950—1951 гг. осуществил ряд записей с венским Тонкюнстлероркестром (под разными названиями): Первую симфонию Иоганнеса Брамса, Четвёртую и Шестую симфонии Чайковского, «Шехерезаду» Николая Римского-Корсакова и др.